# Garulfo
Garulfo est une série de bande dessinée de fantasy mythique française en six tomes publiés entre 1995 et 2002, créée par le scénariste Alain Ayroles, le dessinateur Bruno Maïorana et le coloriste Thierry Leprévost.
Garulfo est un conte moderne qui pastiche les éléments de plusieurs contes célèbres. Garulfo est une grenouille qui souhaite devenir un Homme car il admire ces bipèdes au sommet de la chaîne alimentaire et leurs inventions. Avec l'aide d'une sorcière, il parvient à se transformer en prince par le baiser d'une servante. Se faisant involontairement une place dans la vie de château, Garulfo s'aperçoit vite du penchant des Hommes à tourmenter leur prochain. La série envoie clairement un message écologiste et humaniste où des animaux innocents parviennent à rétablir une certaine idée de justice au sein du royaume des Hommes.

## Synopsis
L'histoire de Garulfo pastiche les grandes lignes de différents contes traditionnels pour donner une vision humoristique, mais non dénuée de réalisme, de la société humaine à travers les yeux naïfs d'une grenouille. Elle peut être partagée en deux cycles : le premier cycle raconte la façon dont Garulfo, une grenouille lassée de sa condition et admirative de l'espèce humaine, devient un prince charmant et découvre naïvement la cruauté des Hommes avant de préférer finalement redevenir un amphibien ; le second cycle est basé sur la coopération forcée entre le naïf Garulfo et Romuald, un prince colérique et vaniteux devenu une grenouille pour apprendre l'humilité, afin que Romuald embrasse une princesse et que les deux êtres retrouvent leurs corps respectifs.
La série comporte un certain nombre de clins d'œil, de références à des contes de fées, les dessins fourmillent de détails à découvrir.
Les trois royaumes, représentant trois périodes, du bas Moyen Âge à la Renaissance, sont assez bien documentés (bien que restant dans le domaine du fantastique).

### Livre 1
Garulfo est une grenouille lassée de sa misérable condition d'amphibien, victime de toutes les espèces animales de la mare. Il rêve de devenir un Homme, une espèce dont il admire la puissance et l'ingéniosité, malgré les avertissements de Fulbert son ami canard quant à la raison des Hommes. À bout, il décide de quitter son étang pour rencontrer une fée qui le fasse devenir humain. Après quelques péripéties, Garulfo se retrouve chez une sorcière qui accepte de lui lancer un sort qui le transformera en humain si une princesse l'embrasse. Mais la princesse du Royaume, la belle Héphilie, est une fille gâtée et capricieuse et c'est Pipa, une simple servante, qui embrasse Garulfo. Devenu humain, Garulfo, par sa maladresse et son manque d'habitude des relations humaines, se retrouve mêlé à une aventure qui lui fait découvrir le côté cruel des humains.
Devant le comportement déplorable des Hommes, Garulfo pense un instant que la cruauté des hommes est due au fait qu'il n'a pas encore épousé sa princesse, avant de se rendre à l'évidence et de redevenir une grenouille en embrassant une rainette dont il tombe amoureux.

### Livre 2
Le début du Livre 2 est une aventure parallèle au Livre 1 concernant le jeune prince Romuald, cruel et vaniteux, qui se retrouve transformé en grenouille sans raison. En fait, Garulfo et le Prince ont échangé leur apparence, et le sort de la sorcière se révèle en fait être un stratagème pour apprendre au Prince le respect des autres et l'humilité en le faisant vivre parmi les plus faibles. Lorsque Garulfo redevient grenouille (jonction avec la fin du Livre 1), le Prince Romuald reprend aussi son apparence mais la sorcière, comprenant que le prince n'a toujours pas changé, décide de le retransformer en grenouille (et donc Garulfo en prince) et les deux ne pourront retrouver leurs apparences respectives que lorsqu'une princesse acceptera d'embrasser le prince-grenouille Romuald. Garulfo et Romuald partent donc ensemble chercher la princesse du royaume.
Les deux caractères antagonistes des deux héros confèrent un aspect humoristique à l'aventure : Garulfo est un prince bien naïf et trop gentil tandis que Romuald fait une grenouille particulièrement colérique et capricieuse.

## Origines
Garulfo est né de l'envie d'Alain Ayroles d'écrire des contes pour enfants illustrés. Alors qu'il a déjà plusieurs projets de contes avec des animaux en tête, Ayroles a alors l'idée de prendre en contre-pied les standards des contes classiques. En commençant à rédiger le texte, il se rend compte que le ton ne convient pas à un conte pour enfants ; il s'aperçoit également que son histoire contient plus d'humour que de merveilleux, ce qui rend le support du conte illustré peu pratique. Ayroles choisit donc de s'orienter vers la bande dessinée, un média qu'il a déjà un peu utilisé auparavant. Initialement, Ayroles prévoit de s'occuper à la fois du scénario et du dessin. Il réalise donc quelques pages tout seul qu'il met également en couleur lui-même et part montrer ses planches, ainsi que le scénario des deux premiers tomes, à plusieurs maisons d'édition. Bien que le scénario séduise, son dessin ne plait pas aux éditeurs et Jean-Luc Loyer lui conseille alors de chercher un dessinateur,. Ayroles propose finalement une collaboration à son ami Bruno Maïorana, qui était à la recherche d'un scénariste, et ils présentent ensemble leur projet à Delcourt qui accepte de les éditer.
La série devait initialement s'intituler Les Métamorphoses de Garulfo, mais le titre était trop long par rapport à la largeur de l'album et est finalement raccourci en Garulfo.
En commençant la série, Ayroles imagine une fin plutôt noire et désespérée afin de rester dans la logique d'un conte philosophique dressant un regard critique de l’espèce humaine. En avançant dans l'histoire, Ayroles et Maïorana finissent par s'attacher aux personnages et décident de conclure par un happy end pour donner raison au regard optimiste de Garulfo.
Le projet initial est de réaliser six albums mais, en entamant le dernier tome, Ayroles déclare que lui et Maïorana sont motivés pour réaliser un septième album à condition de trouver « une idée suffisamment forte pour pouvoir continuer sans que ça soit artificiel ». La série s'arrête finalement avec le sixième album.

## Inspiration
Pour créer l'univers de Garulfo, Alain Ayroles s'est inspiré à la fois d'archétypes classiques des contes de fée (sorcières, dragons, chevaliers, princesses, etc.) et à la fois de personnages des œuvres de Perrault ou des frères Grimm. On retrouve ainsi des références au Petit Poucet, à la Belle au bois dormant ou encore au Chat botté.

## Albums

### Livre 1
- Tome 1 : De mares en châteaux (1995)

Ce premier tome raconte la vie de Garulfo au bord de sa mare, et la succession dramatique qui le pousse à rendre visite à "Madame la fée", afin de se faire transformer en humain. Une fois ceci fait, il est invité à la cour royale de Brandelune, où son comportement inadéquat provoque des réactions violentes.
- Tome 2 : De mal en pis (1996)

Garulfo, sous forme humaine, accumule les maladresses, au point qu'il se fait des ennemis chez la plupart des membres influents de la noblesse et  du clergé. À l'exception de la princesse Héphylie, amoureuse de lui, et des paysans locaux, qui le voient comme un bon présage pour la jacquerie qu'ils organisent. Loin de ces multiples acharnements contre sa personne, Garulfo, convaincu que l'humanité est mauvaise, aimerait regagner sa condition d'animal.

### Livre 2
- Tome 3 : Le Prince aux deux visages (1997)

Romuald, alter ego d'origine humaine de Garulfo, fait son apparition. Les fées, à sa naissance, lui avaient fait cadeau de leurs dons, et la sorcière, invitée elle aussi à la cérémonie avec le rôle de troisième fée, car les fées ne se trouvent pas sous les sabots d'un cheval, lui a fait le don de respecter ses semblables. Et rien ne le dispose à suivre cette voie, tant son éducation royale ne l'y incite pas. Ce sera donc sous forme amphibienne, en compagnie de Garulfo, qu'il apprendra à perdre sa prétention.
- Tome 4 : L'Ogre aux yeux de cristal (1998)[5]

La princesse Héphylie, invitée au Lambrusquet pour y être mariée, découvre qu'un ogre terrifiant affame les villageois. Par un curieux hasard et une curiosité insatiable, elle fait sa connaissance, et se lie d'amitié avec lui. Pendant ce temps, Garulfo et Romuald accumulent les maladresses…
- Tome 5 : Preux et prouesses (2000)

Romuald et Garulfo doivent participer à un tournoi, pour avoir une chance de remporter le baiser de la princesse, qui sert de trophée. Ils doivent donc combattre le sieur Sinistre de Malemort, ainsi que les anciens amis de Romuald. Mais, quand on est une ancienne  grenouille, sans expérience des tournois, les choses ne sont pas gagnées d'avance. De son côté, la princesse Héphylie se trouve confrontée à l'ogre, son ancien ami, qu'elle a trahi sans le vouloir…
- Tome 6 : La Belle et les bêtes (2002)[6]

Dans ce dernier épisode, Garulfo et Romuald doivent subir le « Jugement de Dieu » ; Héphylie est confrontée à la colère de l'ogre, et toutes les circonstances ne sont pas favorables à une fin heureuse…

## Publication et édition
Les six tomes de Garulfo sont publiés par les éditions Delcourt entre 1995 et 2002 dans la collection Terres de Légendes. La série est prépubliée dans BoDoï ainsi que dans Pavillon Rouge.